# TSG Erlensee
Die Turn- und Sportgemeinde Erlensee 1874 e. V. ist ein deutscher Sportverein mit Sitz in der hessischen Stadt Erlensee innerhalb des Main-Kinzig-Kreis.

## Abteilungen

### Floorball
Gegründet wurde die Abteilung im Jahr 2005.

#### Herren
Bereits in der Saison 2008/09 tritt erstmals eine Herren-Mannschaft des Vereins in der ersten Runde des DUB-Pokals an. Es reichte hier jedoch nicht für ein Weiterkommen in die nächste Runde. In der Saison 2011/12 bildet die Mannschaft mit Floorball Mainz sogar kurz eine Spielgemeinschaft in der 2. Bundesliga. Diese wird jedoch nach einer Saison wieder aufgelöst. Erst bei der Teilnahme in der Saison 2013/14 gelingt dann mit dem 2:1-Sieg über den UV Zwigge 07 erstmals ein Sieg bei dem Wettbewerb. In der zweiten Runde geht es dann nach einer 3:16-Niederlage gegen die Floor Fighters Chemnitz aber nicht mehr weiter.
In der Saison 2018/19 spielt die Mannschaft in der Regionalliga und kommt auch beim Pokal bis ins Achtelfinale. In der Liga qualifizierte man sich am Ende über den zweiten Platz zur Teilnahme um die Playoffs zur Westmeisterschaft, hier reichte jedoch ein 7:4-Sieg über die zweite Mannschaft der SSF Dragons Bonn nicht, um die 3:7-Niederlage im Rückspiel auswärts auszugleichen, womit die Meisterschaft verpasst wurde. In der folgenden Saison 2019/20 wurde man direkt mit 29 Punkten Staffelsieger und zog auch nach einem knappen Sieg über die Frankfurt Falcons auch ins Finale ein. Aufgrund der COVID-19-Pandemie wurde dieses dann jedoch nicht mehr ausgetragen.
In der wiederum darauffolgenden Spielzeit passierte dies erneut und die Saison wurde nach zwei Spieltagen bereits abgebrochen. Eine Aufstiegsbekunden wurde abgegeben. Allerdings durften maximal zwei pro Liga gleichzeitig hoch, um den jeweiligen Regionalligabetrieb zu gewährleisten. Da aus der Regionalliga Hessen gleich vier Teams aufstiegswillig waren und keine sportliche Aufstiegsregelung durchgeführt werden konnte, durfte aus dieser am Ende keiner 2021/22 zweitklassig spielen.
In der Saison 2021/22 qualifizierte sich das Team ein weiteres Mal für die Teilnahme am Turnier um die Westdeutsche Meisterschaft. Dieses Mal zog man jedoch die Teilnahme zurück. Aufgrund der Aufteilung der 2. Bundesliga in drei Staffeln mitsamt geteilter West-Region wird die Westmeisterschaft unabhängig vom Aufstiegsprozedere ausgespielt, wodurch die TSGE dennoch aufstieg. Damit spielt die Mannschaft nun eigenständig in der Saison 2022/23 zweitklassig. Mit einem fünften Platz hielt man die Klasse. Da nach der Saison 2023/24 die 2. FBL wieder zurück zum System mit zwei Staffeln umstrukturiert wurde, die darauf folgenden höheren Anzahl an Spielen, vor allem Strecken und eines zu kleinen Kaders, verkündete man wie fünf weitere Teams den freiwillig Rückzug an. Da man Rang drei in der Staffel Süd-West erlangte, durfte man dennoch an den Play-offs teilnehmen. Dort verlor man die Best-of-Three-Serie mit 3:6 und 2:14 gegen den späteren Zweitligameister Blau-Weiß 96 Schenefeld.
Zur Saison 2024/25 stellt die TSGE keine Großfeldmannschaft bei den Herren.

#### Frauen
Die Frauen-Mannschaft nahm bereits mehrfach am Floorball Deutschland Pokal teil, erreichte jedoch bislang noch keinen Sieg. 
In der 2022 neu geschaffenen Regionalliga Süd-West landete das Großfeld-Team vor Floorball Mainz und der SG Tübingen/Feuerbach und wurde somit Meister. Seit der Saison 2023/24 tritt die TSGE in der 1. Floorball-Bundesliga an.
2020 und 2022 konnten die Damen den Hessenmeistertitel auf dem Kleinfeld einfahren. 2022 konnte man sich zudem für die Deutsche Meisterschaft erstmals qualifizieren. Zur DM 2023 war die TSGE der Ausrichter. In jener Saison gab es keine Damen Kleinfeld Liga in der Region West. Am Ende verlor der Verein im Finale mit 3:6 gegen die einzig andere West-Mannschaft (Dümptener Füchse) und konnte so die erste Vizemeisterschaft in dieser Kategorie feiern.